# قیمتی بالای یاقوت
قیمتی بیشتر از یاقوت‌ها (به انگلیسی: A Price Above Rubies) فیلمی محصول سال ۱۹۹۸ و به کارگردانی بوآز یاکین است. در این فیلم بازیگرانی همچون رنی زلوگر، کریستوفر اکلستون، آلن پاین، گلن فیتزجرالد، جولیانا مارگولیس، جان رندولف، پیتر جکوبسن، کیم هانتر، ادی فالکو و الن سوئیفت ایفای نقش کرده‌اند.